# 설행 눈길을 걷다
"설행 눈길을 걷다"는 2016년에 개봉한 대한민국의 영화이다.

## 캐스팅
- 김태훈 : 정우 역
- 박소담 : 마리아 역
- 최무성 : 베드로 역
- 전국향 : 원장 수녀 역
- 남기애 : 성심 역
- 김자영 : 안나 수녀 역
- 조은주 : 수산나 수녀 역
- 전형민 : 훈 역
- 김정석 : 최씨 역
- 정은란 : 친척 아줌마 역
- 김중기 : 찬주 역
- 임화영 : 젊은 성심 역
- 김새벽 : 젊은 테레사수녀 역
- 공성민 : 호영 역
- 김명환 : 의사 역
- 이선주 : 간호사 역
- 박성준 : 어린 정우 역
- 서근상 : 요셉 기사 역
- 김희순 : 수술실 행인 역
- 강지행 : 병원 환자 역
- 이완형 : 장례식장 행인 역
- 송현영 : 마트 앞 행인 역
- 박향숙 : 장례식장 지인 1 역
- 나동주 : 장례식장 지인 2 역
- 김순례 : 장례식장 지인 3 역
- 이리나 : 장례식장 지인 4 역
- 김성금 : 장례식장 지인 5 역
- 박붕수 : 신부님 역
- 이정자 : 성당 신도 1 역
- 박태수 : 성당 신도 2 역
- 이정연 : 성당 신도 3 역
- 박순례 : 성당 신도 4 역
- 이귀례 : 성당 신도 5 역
- 진정님 : 성당 신도 6 역
- 노영님 : 성당 신도 7 역
- 윤동례 : 성당 신도 8 역

## 수상
- 2017년 제4회 들꽃영화상 조연상 - 최무성